# San Cesareo
San Cesareo è un comune italiano di 16 380 abitanti della città metropolitana di Roma Capitale, nel Lazio.

## Geografia fisica

### Clima
- Classificazione climatica: zona D, 1908 GR/G

Dal punto di vista climatico la zona di San Cesareo gode di un clima tipicamente mediterraneo, sebbene non di rado durante l'inverno si verifichino nevicate (in numero minore rispetto ai limitrofi comuni di Rocca Priora o Monte Compatri).

## Storia
Nell'antica Roma questo luogo era conosciuto come Ad Statuas, per l'enorme presenza di statue per l'abbellimento della zona, distante da Roma intorno ai 29 km, era collegato ad essa dalla via Labicana che proprio qui si diramava in più strade per potere arrivare alle vicine città di Tusculum, Praeneste e Gabii.
Intorno alla metà del II secolo a.C., nella zona dove si sviluppa oggi San Cesareo, oltre alla presenza di locande, taberne ed edifici commerciali, iniziarono ad essere realizzate le ville di otium di molti personaggi conosciuti nell'antica Roma, prima fra questi Giulio Cesare, che proprio nella sua villa ancora esistente, redasse il suo testamento. 
Sempre qui, il 28 settembre del 306 d.C., fu acclamato imperatore dai pretoriani e dal popolo, Valerio Massenzio mentre si trovava nella villa imperiale.
Durante il Medioevo queste le terre appartennero alla casata dei conti di Tuscolo e, tra le rovine della villa imperiale, nel 1050 vi fu eretto dai monaci basiliani della Badia greca di Grottaferrata un deposito fortificato e una chiesa dedicata a san Cesario di Terracina (il santo che ha sostituito e cristianizzato il culto di Giulio Cesare).
Nel 1191 diventato feudo della famiglia Colonna, fu zona di rifugio della popolazione in fuga dalla città di Tuscolo che fu distrutta dai Romani e prese il nome di Burgus et Castrum Sancti Caesarii.
Il 6 maggio del 1333 a San Cesareo Stefanuccio, figlio di Sciarra Colonna, uccise Bertoldo Orsini, duca di Bracciano, ed il suo cognato conte dell'Anguillara, mentre si stavano recando ad attaccare Stefano Colonna che si trovava nel castello di Zagarolo.
Così iniziarono le guerre tra i Colonna e gli Orsini che continuarono per secoli, e il castello di San Cesareo fu più volte distrutto, finché non fu abbandonato e lasciato in rovina.
Nel 1622 la tenuta di San Cesareo fu venduta alla famiglia Ludovisi di Bologna, i quali iniziarono gli scavi per riportare alla luce le opere dell'epoca romana, soprattutto le statue.
Nel 1670 fu rivenduta alla famiglia Rospigliosi, che la resero una ricca tenuta agricola, lavorata dai contadini provenienti da Capranica Prenestina, che si stabilirono sul Colle Marcelli edificando un villaggio di capanne.
Nel 1928 l'Opera Nazionale Combattenti, che aveva espropriato la tenuta già nel 1921, concluse i lavori per la costruzione del paese destinato a ospitare gli ex combattenti di Capranica Prenestina che popolavano la baraccopoli di Colle Marcelli. All'insediamento fu dato il nome dell'antica tenuta, San Cesareo, e le prime vie costruite furono intitolate a eroi della prima guerra mondiale, come Filippo Corridoni, Cesare Battisti, Enrico Toti, Antonio Cantore, o anche via dei Cedri, strada costeggiata dai cedri del Libano introdotti da Giulio Cesare.
San Cesareo è stato frazione del comune di Zagarolo fino all'11 aprile 1990, giorno in cui è diventato comune autonomo con L.R. 23 marzo 1990, n. 32. Da quel giorno il comune di San Cesareo è in continua espansione, sia demografica sia economica, grazie alla zona industriale e alla posizione privilegiata a poca distanza dall'Urbe.
San Cesareo gode infatti dell'uscita autostradale dell'A1 ed è perfettamente collegato a Roma, grazie alla via Casilina che lo traccia in perpendicolare.

### Simboli
Lo stemma comunale e il gonfalone sono stati concessi con decreto del presidente della Repubblica del 16 gennaio 1995.
È raffigurato un cedro del Libano e lo scudo è accompagnato dall'iscrizione Burgus et Castrum Sancti Caesarii.
Il gonfalone è un drappo di rosso.

## Monumenti e luoghi d'interesse

### Architetture religiose
- Chiesa parrocchiale di San Cesareo, nella cui cappella del SS. Sacramento è esposta una reliquia di san Cesareo diacono e martire.

### Architetture civili
- Villa di Giulio Cesare;
- Area del monumento ai caduti.

### Siti archeologici
- Resti della villa di Massenzio;
- Resti della via Labicana e di alcuni edifici romani, zona "Pidocchiosa";
- Resti del ninfeo imperiale, zona "Pidocchiosa";
- La "Torraccia", ruderi di una delle torri del castello dei Colonna, zona "Torraccio".

## Società

### Evoluzione demografica
Abitanti censiti

### Tradizioni e folclore
- 27 agosto - Festa del patrono san Cesareo di Terracina, durante la quale viene portato in processione una reliquia di san Cesareo diacono e martire.

### Qualità della vita
San Cesareo Prima città in CAA
Progetto Polis Up: grazie al progetto, l’intero Comune è stato reso accessibile dal punto di vista comunicativo, grazie all’impiego della Comunicazione aumentativa e alternativa, un modello urbano integrato finalizzato a facilitare la comunicazione delle persone con bisogni comunicativi complessi. Tra i risultati conseguiti, si segnala lo sviluppo di un sistema urbano inclusivo, che coinvolge educazione, spazi pubblici, gioco, mobilità e servizi.San Cesareo il 10 aprile 2025 è diventato il primo paese al mondo dove la Comunicazione Aumentativa e Alternativa (CAA) non è una cosa per “alcuni”, ma è ovunque, per tutti.
Il progetto è stato ideato e realizzato dal Comune di San Cesareo, insieme alla Cooperativa Sociale Le Ginestre , con la collaborazione dell’ Associazione Insieme ad Alessandro Uniti per l'Autismo, dell’Istituto Comprensivo di San Cesareo, con il patrocinio di ISAAC Italy e ANGSA Lazio, e con un finanziamento del Distretto dell'Economia Civile della XI Comunità Montana dei Castelli Romani e Prenestini.

### Azioni principali

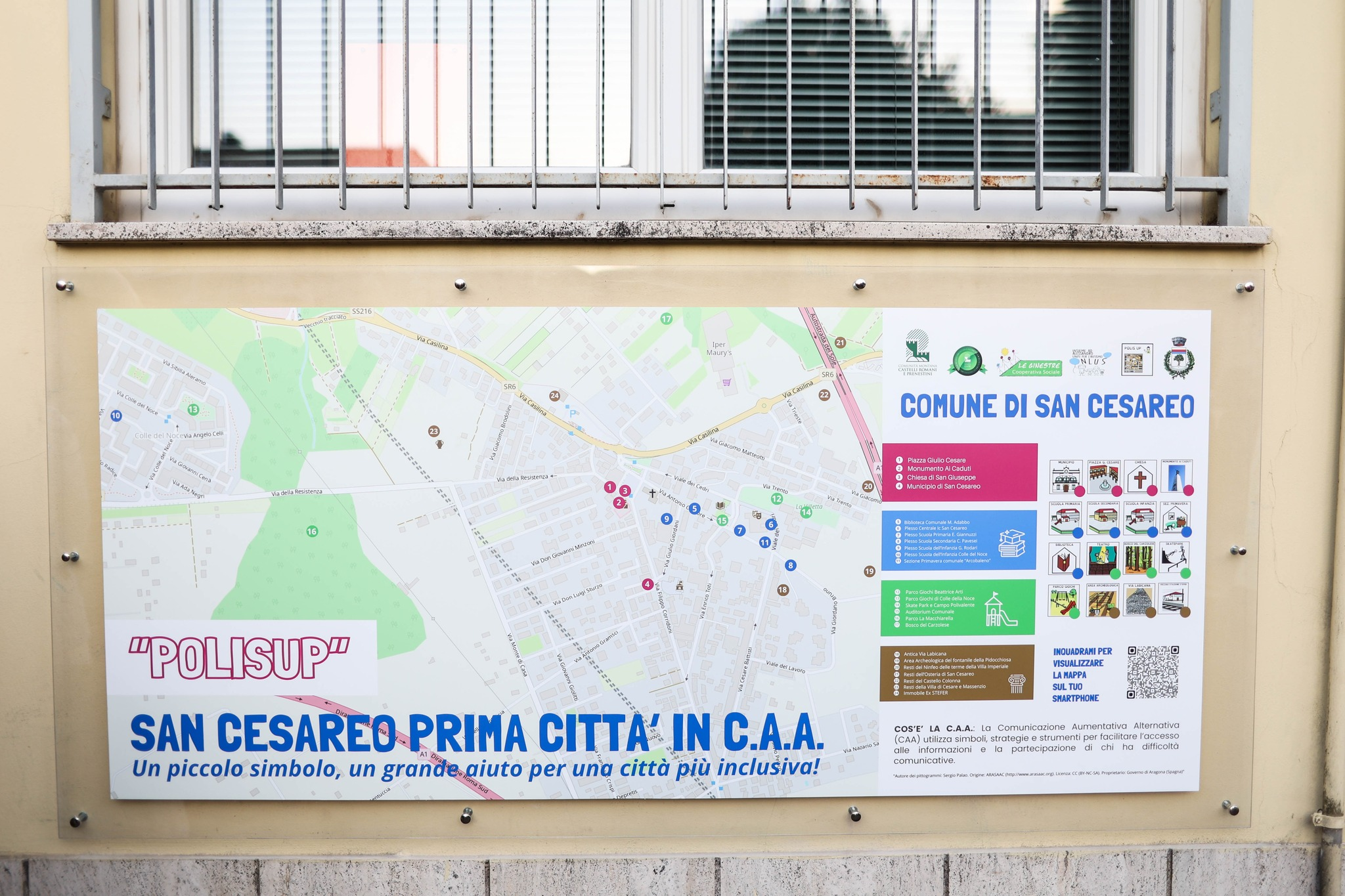
Mappa cittadina con i punti di interesse sia nella forma canonica che potenziata in CAA ed inoltre attraverso il QrCorde si può raggiungere la mappa multimediale del Comune con indicati i suoi maggiori punti di interesse

Le principali azioni messe in campo dal progetto:
- L’accessibilità in CAA di 10 spazi pubblici (Biblioteca Comunale, tutti i plessi scolastici del Comune e il Municipio), dotati di pannelli informativi e segnaletica accessibile.
- La realizzazione di 3 parchi giochi inclusivi con supporti visivi e comunicativi
- La creazione di una mappa cittadina in CAA, per agevolare l’orientamento sul territorio esposta nel Municipio e su tutte le pensile delle fermate del bus del Comune. Inoltre la mappa consente anche una navigazione multimediale del paese con i principali luoghi di interesse e gli spazi pubblici in CAA attraverso una mappa online
- Attività formazione rivolte a educatori, famiglie e operatori sociali.
- Il coinvolgimento diretto di 13 classi scolastiche e oltre 300 studenti in percorsi di co-progettazione con esperti in CAA e adozione di spazi urbani.
- Un percorso di estensione futura al tessuto commerciale e alla ulteriore formazione della Comunità, per favorire una completa accessibilità cittadina.

### Rilevanza e unicità
San Cesareo rappresenta ad oggi un caso unico a livello internazionale, in quanto:
- È il primo esempio di Comune accessibile tramite la CAA, superando modelli applicati solo a singole strutture (musei, scuole, parchi).
- Ha sviluppato un sistema urbano inclusivo che coinvolge educazione, spazi pubblici, gioco, mobilità e servizi.
- È riconosciuto come buona prassi replicabile da enti e organizzazioni che si occupano di accessibilità e inclusione.

### Riconoscimento internazionale e documentario BBC
Nel 2025 il progetto Polis Up – San Cesareo prima Città in C.A.A., promosso dal Comune di San Cesareo in collaborazione con la Cooperativa sociale Le Ginestre, ha ottenuto rilievo internazionale grazie alla BBC (British Broadcasting Corporation), principale emittente radiotelevisiva pubblica del Regno Unito. L’emittente ha dedicato al progetto un episodio del programma radiofonico/podcast People fixing the World (“Persone che aggiustano il mondo”), trasmesso il 12 agosto 2025. Il documentario, curato dal giornalista e documentarista Sean Allsop e registrato a San Cesareo il 20 giugno 2025, ha illustrato le azioni avviate dal 2023 per l’introduzione della Comunicazione Aumentativa Alternativa (C.A.A.) negli spazi pubblici e nei servizi educativi.

## Amministrazione
| Periodo          | Periodo        | Primo cittadino    | Partito                                   | Carica  | Note |
| ---------------- | -------------- | ------------------ | ----------------------------------------- | ------- | ---- |
| 22 dicembre 1990 | 22 luglio 1992 | Gaetano Sabelli    | Democrazia Cristiana                      | Sindaco |      |
| 6 giugno 1993    | 9 giugno 1996  | Claudio Scacco     | Lista civica                              | Sindaco |      |
| 9 giugno 1996    | 16 aprile 2000 | Filippo Mariani    | Partito Popolare Italiano                 | Sindaco |      |
| 16 aprile 2000   | 3 aprile 2005  | Filippo Mariani    | Partito Popolare Italiano La Margherita   | Sindaco |      |
| 3 aprile 2005    | 13 aprile 2008 | Gaetano Sabelli    | Lista civica                              | Sindaco |      |
| 13 aprile 2008   | 26 maggio 2013 | Pietro Panzironi   | Lista civica                              | Sindaco |      |
| 26 maggio 2013   | 10 giugno 2018 | Pietro Panzironi   | Lista civica                              | Sindaco |      |
| 10 giugno 2018   | in carica      | Alessandra Sabelli | Lista Civica #Cambiamenti per San Cesareo | Sindaco |      |

### Altre informazioni amministrative
- Fa parte della comunità montana Castelli Romani e Prenestini.

## Sport

### Pallacanestro
- Nuova Lazio Pallacanestro che nel 2019-2020 milita nel campionato maschile di Serie C Silver.[11]
- A.S.D. Basket San Cesareo che nel 2019-2020 milita nel campionato maschile di Serie C Silver.[11]

Calcio
Sporting San Cesareo, promozione laziale